# Conmemoración de Händel

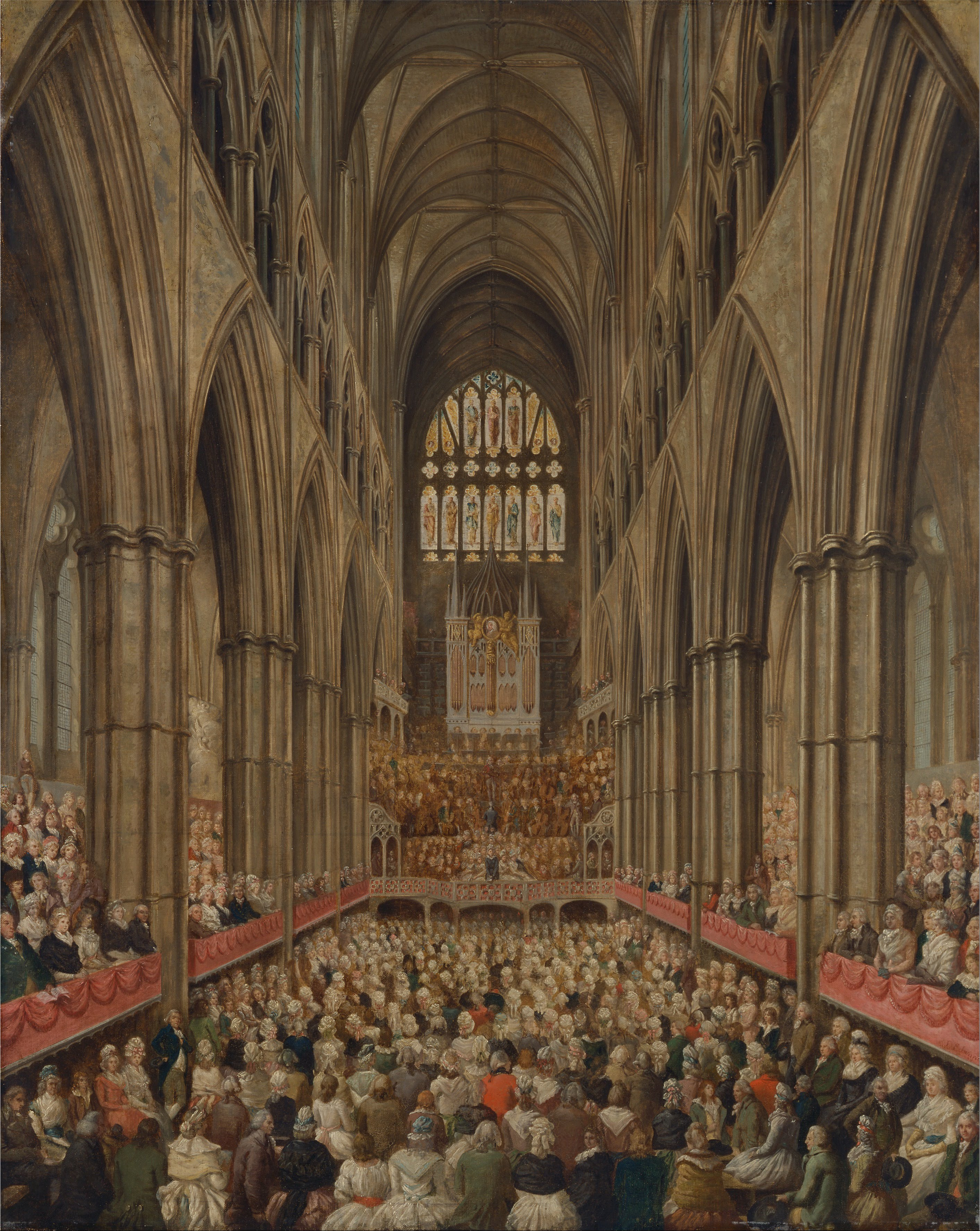
Vista del interior de la Abadía de Westminster en la Conmemoración de Georg Friedrich Händel, tomado de la caja del Director, Edward Edwards, ca. 1790. Centro de arte británico de Yale.

La conmemoración de Händel o festival Händel (en inglés Handel Commemoration y Handel festival) tuvo lugar en la Abadía de Westminster en 1784, para conmemorar el vigesimoquinto aniversario de la muerte del compositor Georg Friedrich Händel en 1759. 
La conmemoración la organizó John Montagu y los Concerts of Antient Music y tomó la forma de una serie de conciertos de música compuesta por Händel, interpretados en la Abadía por un gran número de cantantes e instrumentistas.
Encima del propio monumento al compositor en la Abadía, hay una pequeña placa adicional que recuerda la conmemoración. Charles Burney publicó un reporte sobre la conmemoración al año siguiente (1785).
La conmemoración estableció una moda para representaciones a gran escala de las obras corales del compositor el siglo XIX y gran parte del siglo XX. E.D. Mackerness (en A Social History of English Music) lo describió como «el acontecimiento único más importante en la historia de música inglesa».

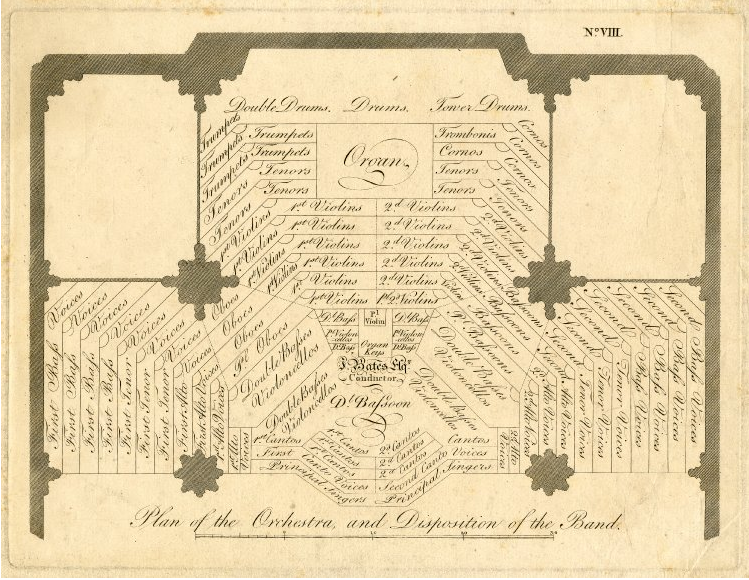
Colocación de los instrumentos y de los cantantes en la conmemoración.